# Le Chat potté : Les Trois Diablos
Pour plus de détails, voir Fiche technique et Distribution.
Le Chat potté : Les Trois Diablos (Puss in Boots: The Three Diablos) est un téléfilm américain de 2012 réalisé par Raman Hui. En France il est inclus directement dans le DVD et Blu-ray du Chat potté, contrairement aux États-Unis où il est sorti séparément.

## Résumé
Le Chat potté est arrêté et amené au palais de la princesse Alesandra. Il s'incline devant elle et celle-ci lui explique que le « Chuchoteur » lui a volé son cœur de rubis. Seuls les terribles chatons capturés peuvent dire où se trouve la cachette du Chuchoteur. Une fois retrouvée la cachette du Chuchoteur, les Trois Diablos seront libérés. Les Trois Diablos partent à l'aventure avec le Chat potté et finissent par retrouver le cœur de rubis. 

## Fiche technique

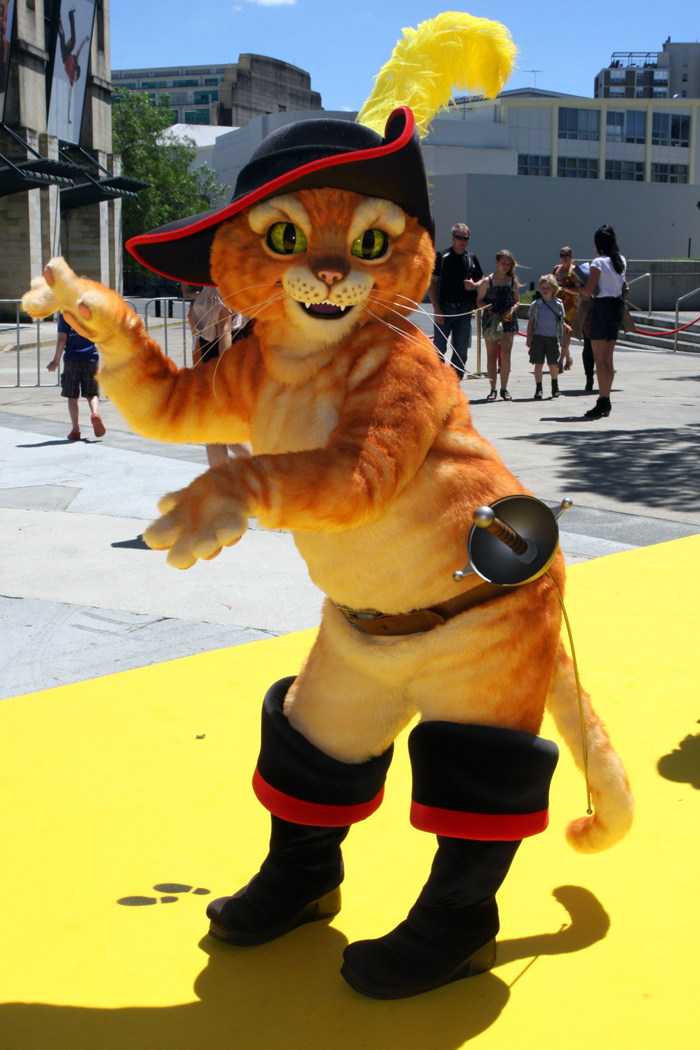
Le Chat Potté à l'avant-première à Moore Park, aux Studios de la Fox Australie à Sydney (Australie).

- Titre original : Puss in Boots: The Three Diablos
- Titre français : Le Chat potté : Les Trois Diablos
- Réalisation : Raman Hui
- Scénario : Tom Wheeler
- Musique : Matthew Margeson et Henry Jackman
- Production : Gina Shay
- Société de production : DreamWorks Animation
- Société de distribution : DreamWorks Animation
- Pays :  États-Unis
- Durée : 12 minutes
- Langue : anglais
- Dates de sortie :
  - États-Unis : 24 février 2012
  - France : 11 avril 2012

## Distribution

### Voix originales
- Antonio Banderas : le Chat potté
- Gilles Marini : le capitaine de la garde / Paolo l'écuyer
- Charlotte Newhouse : Princesse Alessandra Bellagamba
- Nina Zoe Bakshi : Perla
- Guillaume Aretos : le Chuchoteur
- Chris Miller : un prisonnier
- Walt Dohrn : un prisonnier
- Bret Marnell : un prisonnier
- Miles Christopher Bakshi : Gonzalo / Sir Timoteo

### Voix françaises
- Boris Rehlinger : le Chat potté
- Yann Guillemot : Paolo l'écuyer / voix additionnelles
- Cécile Sportes : Princesse Alessandra Bellagamba
- Frantz Morel : le Chuchoteur / voix additionnelles
- Cédric Ingard : un prisonnier / voix additionnelles

### Voix québécoise
- Manuel Tadros : le Chat potté / voix additionnelles
- Philippe Martin : le capitaine de la garde / voix additionnelles
- Gilbert Lachance : Paolo l'écuyer / le Chuchoteur / voix additionnelles
- Ariane-Li Simard-Côté : Princesse Alessandra Bellagamba

## Prix
À la quarantième cérémonie des Annie Awards, qui récompensent les films d'animation, le chef monteur Bret Marnell a été nommé dans la catégorie Outstanding Achievement, Editorial in an Animated Television or other Broadcast Venue Production pour son travail dans le film Le Chat potté : Les Trois Diablos